# Llista d'asteroides/152801-152900
| Nom      | Designació provisional | Data de descobriment   | Lloc de descobriment | Descobridor/s          |
| -------- | ---------------------- | ---------------------- | -------------------- | ---------------------- |
| 152801 - | 1999 TQ143             | 7 d'octubre de 1999    | Socorro              | LINEAR                 |
| 152802 - | 1999 TC163             | 9 d'octubre de 1999    | Socorro              | LINEAR                 |
| 152803 - | 1999 TN166             | 10 d'octubre de 1999   | Socorro              | LINEAR                 |
| 152804 - | 1999 TZ178             | 10 d'octubre de 1999   | Socorro              | LINEAR                 |
| 152805 - | 1999 TL180             | 10 d'octubre de 1999   | Socorro              | LINEAR                 |
| 152806 - | 1999 TW185             | 12 d'octubre de 1999   | Socorro              | LINEAR                 |
| 152807 - | 1999 TT190             | 12 d'octubre de 1999   | Socorro              | LINEAR                 |
| 152808 - | 1999 TG195             | 12 d'octubre de 1999   | Socorro              | LINEAR                 |
| 152809 - | 1999 TU197             | 12 d'octubre de 1999   | Socorro              | LINEAR                 |
| 152810 - | 1999 TJ241             | 4 d'octubre de 1999    | Catalina             | CSS                    |
| 152811 - | 1999 TR241             | 4 d'octubre de 1999    | Catalina             | CSS                    |
| 152812 - | 1999 TC244             | 7 d'octubre de 1999    | Catalina             | CSS                    |
| 152813 - | 1999 TK257             | 9 d'octubre de 1999    | Socorro              | LINEAR                 |
| 152814 - | 1999 TW260             | 12 d'octubre de 1999   | Kitt Peak            | Spacewatch             |
| 152815 - | 1999 TC270             | 3 d'octubre de 1999    | Socorro              | LINEAR                 |
| 152816 - | 1999 TA283             | 9 d'octubre de 1999    | Socorro              | LINEAR                 |
| 152817 - | 1999 TO301             | 3 d'octubre de 1999    | Kitt Peak            | Spacewatch             |
| 152818 - | 1999 UK4               | 29 d'octubre de 1999   | Ondřejov             | L. Šarounová           |
| 152819 - | 1999 UY11              | 29 d'octubre de 1999   | Kitt Peak            | Spacewatch             |
| 152820 - | 1999 UF19              | 30 d'octubre de 1999   | Kitt Peak            | Spacewatch             |
| 152821 - | 1999 UJ29              | 31 d'octubre de 1999   | Kitt Peak            | Spacewatch             |
| 152822 - | 1999 UM39              | 31 d'octubre de 1999   | Kitt Peak            | Spacewatch             |
| 152823 - | 1999 UK41              | 18 d'octubre de 1999   | Kitt Peak            | Spacewatch             |
| 152824 - | 1999 UU43              | 29 d'octubre de 1999   | Catalina             | CSS                    |
| 152825 - | 1999 UE49              | 31 d'octubre de 1999   | Catalina             | CSS                    |
| 152826 - | 1999 UU56              | 29 d'octubre de 1999   | Catalina             | CSS                    |
| 152827 - | 1999 VA24              | 8 de novembre de 1999  | Majorca              | R. Pacheco, À. López   |
| 152828 - | 1999 VT25              | 12 de novembre de 1999 | Socorro              | LINEAR                 |
| 152829 - | 1999 VQ33              | 3 de novembre de 1999  | Socorro              | LINEAR                 |
| 152830 - | 1999 VD57              | 4 de novembre de 1999  | Socorro              | LINEAR                 |
| 152831 - | 1999 VJ57              | 4 de novembre de 1999  | Socorro              | LINEAR                 |
| 152832 - | 1999 VV60              | 4 de novembre de 1999  | Socorro              | LINEAR                 |
| 152833 - | 1999 VT64              | 4 de novembre de 1999  | Socorro              | LINEAR                 |
| 152834 - | 1999 VL71              | 4 de novembre de 1999  | Socorro              | LINEAR                 |
| 152835 - | 1999 VD74              | 4 de novembre de 1999  | Kitt Peak            | Spacewatch             |
| 152836 - | 1999 VS77              | 3 de novembre de 1999  | Socorro              | LINEAR                 |
| 152837 - | 1999 VL95              | 9 de novembre de 1999  | Socorro              | LINEAR                 |
| 152838 - | 1999 VG100             | 9 de novembre de 1999  | Socorro              | LINEAR                 |
| 152839 - | 1999 VQ102             | 9 de novembre de 1999  | Socorro              | LINEAR                 |
| 152840 - | 1999 VD103             | 9 de novembre de 1999  | Socorro              | LINEAR                 |
| 152841 - | 1999 VF107             | 9 de novembre de 1999  | Socorro              | LINEAR                 |
| 152842 - | 1999 VS107             | 9 de novembre de 1999  | Socorro              | LINEAR                 |
| 152843 - | 1999 VR121             | 4 de novembre de 1999  | Kitt Peak            | Spacewatch             |
| 152844 - | 1999 VY144             | 13 de novembre de 1999 | Catalina             | CSS                    |
| 152845 - | 1999 VX146             | 12 de novembre de 1999 | Socorro              | LINEAR                 |
| 152846 - | 1999 VO156             | 12 de novembre de 1999 | Socorro              | LINEAR                 |
| 152847 - | 1999 VZ156             | 12 de novembre de 1999 | Socorro              | LINEAR                 |
| 152848 - | 1999 VU164             | 14 de novembre de 1999 | Socorro              | LINEAR                 |
| 152849 - | 1999 VR170             | 14 de novembre de 1999 | Socorro              | LINEAR                 |
| 152850 - | 1999 VG183             | 9 de novembre de 1999  | Socorro              | LINEAR                 |
| 152851 - | 1999 VE187             | 15 de novembre de 1999 | Socorro              | LINEAR                 |
| 152852 - | 1999 VU198             | 3 de novembre de 1999  | Catalina             | CSS                    |
| 152853 - | 1999 VM199             | 2 de novembre de 1999  | Catalina             | CSS                    |
| 152854 - | 1999 VD213             | 12 de novembre de 1999 | Socorro              | LINEAR                 |
| 152855 - | 1999 VV215             | 3 de novembre de 1999  | Socorro              | LINEAR                 |
| 152856 - | 1999 WF12              | 28 de novembre de 1999 | Kitt Peak            | Spacewatch             |
| 152857 - | 1999 XD27              | 6 de desembre de 1999  | Socorro              | LINEAR                 |
| 152858 - | 1999 XN35              | 5 de desembre de 1999  | Anderson Mesa        | LONEOS                 |
| 152859 - | 1999 XC41              | 7 de desembre de 1999  | Socorro              | LINEAR                 |
| 152860 - | 1999 XV49              | 7 de desembre de 1999  | Socorro              | LINEAR                 |
| 152861 - | 1999 XO50              | 7 de desembre de 1999  | Socorro              | LINEAR                 |
| 152862 - | 1999 XQ64              | 7 de desembre de 1999  | Socorro              | LINEAR                 |
| 152863 - | 1999 XZ114             | 11 de desembre de 1999 | Socorro              | LINEAR                 |
| 152864 - | 1999 XT143             | 8 de desembre de 1999  | Kitt Peak            | Spacewatch             |
| 152865 - | 1999 XW144             | 6 de desembre de 1999  | Kitt Peak            | Spacewatch             |
| 152866 - | 1999 XP216             | 13 de desembre de 1999 | Kitt Peak            | Spacewatch             |
| 152867 - | 1999 XT223             | 13 de desembre de 1999 | Kitt Peak            | Spacewatch             |
| 152868 - | 1999 XH251             | 8 de desembre de 1999  | Kitt Peak            | Spacewatch             |
| 152869 - | 1999 XM254             | 12 de desembre de 1999 | Kitt Peak            | Spacewatch             |
| 152870 - | 1999 YK8               | 27 de desembre de 1999 | Kitt Peak            | Spacewatch             |
| 152871 - | 1999 YC22              | 27 de desembre de 1999 | Kitt Peak            | Spacewatch             |
| 152872 - | 2000 AF27              | 3 de gener de 2000     | Socorro              | LINEAR                 |
| 152873 - | 2000 AG36              | 3 de gener de 2000     | Socorro              | LINEAR                 |
| 152874 - | 2000 AQ45              | 3 de gener de 2000     | Socorro              | LINEAR                 |
| 152875 - | 2000 AX49              | 5 de gener de 2000     | Ondřejov             | P. Kušnirák, P. Pravec |
| 152876 - | 2000 AZ82              | 5 de gener de 2000     | Socorro              | LINEAR                 |
| 152877 - | 2000 AY126             | 5 de gener de 2000     | Socorro              | LINEAR                 |
| 152878 - | 2000 AT140             | 5 de gener de 2000     | Socorro              | LINEAR                 |
| 152879 - | 2000 AV160             | 3 de gener de 2000     | Socorro              | LINEAR                 |
| 152880 - | 2000 AX211             | 5 de gener de 2000     | Kitt Peak            | Spacewatch             |
| 152881 - | 2000 AY257             | 7 de gener de 2000     | Socorro              | LINEAR                 |
| 152882 - | 2000 BR2               | 21 de gener de 2000    | Socorro              | LINEAR                 |
| 152883 - | 2000 BD20              | 26 de gener de 2000    | Kitt Peak            | Spacewatch             |
| 152884 - | 2000 BS47              | 27 de gener de 2000    | Kitt Peak            | Spacewatch             |
| 152885 - | 2000 CG15              | 2 de febrer de 2000    | Socorro              | LINEAR                 |
| 152886 - | 2000 CW16              | 2 de febrer de 2000    | Socorro              | LINEAR                 |
| 152887 - | 2000 CX20              | 2 de febrer de 2000    | Socorro              | LINEAR                 |
| 152888 - | 2000 CA42              | 2 de febrer de 2000    | Socorro              | LINEAR                 |
| 152889 - | 2000 CF59              | 5 de febrer de 2000    | Catalina             | CSS                    |
| 152890 - | 2000 CU67              | 1 de febrer de 2000    | Kitt Peak            | Spacewatch             |
| 152891 - | 2000 CA79              | 8 de febrer de 2000    | Kitt Peak            | Spacewatch             |
| 152892 - | 2000 CD98              | 7 de febrer de 2000    | Kitt Peak            | Spacewatch             |
| 152893 - | 2000 CQ98              | 8 de febrer de 2000    | Kitt Peak            | Spacewatch             |
| 152894 - | 2000 CJ99              | 8 de febrer de 2000    | Kitt Peak            | Spacewatch             |
| 152895 - | 2000 CQ101             | 11 de febrer de 2000   | Socorro              | LINEAR                 |
| 152896 - | 2000 CG149             | 8 de febrer de 2000    | Socorro              | LINEAR                 |
| 152897 - | 2000 DO4               | 28 de febrer de 2000   | Socorro              | LINEAR                 |
| 152898 - | 2000 DC12              | 27 de febrer de 2000   | Kitt Peak            | Spacewatch             |
| 152899 - | 2000 DR17              | 29 de febrer de 2000   | Socorro              | LINEAR                 |
| 152900 - | 2000 DC27              | 29 de febrer de 2000   | Socorro              | LINEAR                 |